# Hvide hær
De Hvide, hvis militære gren omtales som De Hvides styrker, Den Hvide hær (russisk: Белая армия, tr. Belaja armija), udgjorde den kontrarevolutionære fraktion i den Den Russiske Borgerkrig fra 1917 til 1923, dvs. de der kæmpede mod Den Røde Garde og Sovjetregeringen. Navnet har ingen sammenhæng med Hviderusland.
De hvide styrker kæmpede dels mod bolsjevikkerne, dels mod forskellige nationalistiske uafhængighedsgrupper. Men også de hvide var en sammensat gruppe af national-konservative, monarkister, der ønskede zar-styret genindsat i en eller anden form, demokrater, liberalister og endog socialister, der var modstandere af den bolsjevikiske revolution. Det var ikke alle nationalistiske uafhængighedsgrupper, der støttede de hvide; enkelte så zaren som et større onde end socialismen – og nogle nationalistiske uafhængighedsgrupper støttede hverken de røde eller de hvide, men kæmpede mod begge grupper, fordi de opfattedes som russisk overherredømme. Der var mange eksempler på skiftende loyalitet, og efterhånden som de hvide styrker trængtes i defensiven, blev de stadigt mere tilbøjelige til at love uafhængighed til forskellige grupper.
De hvide styrker fik omfattende hjælp af udenlandske styrker, bl.a. 50.000 mand fra Tjekkoslovakiet. Støtten bestod af styrker af varierende kvalitet, men oftest indsat ukoordineret og med ringe resultat. Støtten blev oftest givet for at bekæmpe kommunismen og dæmme op for den. Derimod var det ofte småt med støtten til den hvide sag – både zar-styrets ofte despotiske regime og russisk nationalisme var ikke velset i vesten.[kilde mangler]

## Fronter og begivenheder
Den Hvide Hær bestod af tre hærstyrker: Nordvesthæren, Sydhæren og Den sibiriske hærstyrke.

### Sydhæren
Fra november til december 1917 påbegyndte general Mikhail Alekseev i Novotjerkassk sammen med general Lavr Kornilov dannelsen af Den frivillige Hær bestående af officerer, kadetter, studenter og kosakker. Den 17. december 1917 (9. januar 1918) blev dannelsen af Den frivillige Hær officielt erklæret. Alekseev blev udnævnt til officiel leder, Kornilov til kommandør, general Aleksandr Lukomskij til stabschef, general Anton Denikin til leder af 1. division og general Sergej Markov kommandør af 1. officersregiment. Desuden dannedes et Særligt Råd i hovedkvarteret, der bl.a. talte civile politikere som Peter Struve, Pavel Miljukov, Mikhail Rodzianko, Sergej Sazonov og Boris Savinkov.
I januar 1918 talte Den frivillige Hær omkring 4.000 mand og kæmpede mod bolsjevikkerne med enheder ledet af general Aleksej Kaledin. Nogen fremgang havde den ikke: i februar 1918 måtte den trække sig tilbage fra Rostov ved Don til Kuban, hvor den forsøgte at forene kampenheder med Kuban-kosakkerne. Det lykkedes kun delvist: en mindre enhed på henved 3.000 mand under ledelse af general Viktor Pokrovskij sluttede sig til Den frivillige Hær den 26. marts 1918, hvorved den samlede hær nåede op på 6.000 mand. Et forsøg på at indtage Jekaterinodar mellem den 9. april og den 13. april mislykkedes og kostede Kornilov livet. Herefter overtog general Denikin kommandoen over resterne af Den frivillige Hær. I juni 1918 tilsluttede 3.000 mand under ledelse af Mikhail Drozdovskij sig Den frivillige Hær, og den 23. juni 1918 påbegyndte Den frivillige Hær, der nu var nået op på 8-9.000 mand den anden Kuban offensiv. I september 1918 var Den frivillige Hær nået op på 30-35.000 mand takket være mobilisering af Kuban-kosakker i det nordlige Kaukasus og tog navneforandring til Kaukasus Frivillige Arme.
I forsommeren 1919 oplevede de "Hvide" en fremgang på sydfronten. Fremgangen var ikke deres egen fortjeneste, men skyldtes den anarkistiske bevægelse under ledelse af Mahkno i det østlige Ukraine. Under indtryk af bolsjevikkernes tvangsudskrivning af forsyninger fra ukrainske bondefamilier rettede anarkisterne deres våben mod de tidligere kampfæller. Samtidig indledte Denikin et angreb fra syd. Under dette dobbelte angreb blev bolsjevikkerne tvunget til tilbagetog. Denikin rykkede hastigt mod nord og erobrede i hastig rækkefølge Kharkiv, Kursk, Kijev og Orjol og befandt sig kun 400 km fra Moskva. Panikken bredte sig i den bolsjevikiske overkommando. Allerede i september havde den igangsat oprettelsen af chokgrupper af loyale kosakker, kavaleri og Det lettiske Skyttekorps. Disse enheder lykkedes det at genvinde Orjol på blot seks dage, den 13. oktober.
Samtidig ramtes Denikin af samme skæbne, som var overgået bolsjevikkerne: lange forsyningslinjer gjorde, at hans hærenheder måtte være selvforsynende, hvilket snart udviklede sig til regulære plyndringer af bønderne. Reaktionen var til at forudse: anarkisterne under Mahkno vendte endnu en gang våbnene mod de nye udplyndrere. Uden sikre forsyninger og med en skjult fjende i ryggen mistede Denikin initiativet; de "Hvide" blev tvunget til tilbagetog. Den 13. december 1919 erobrede bolsjevikkerne Kijev, og i de følgende måneder måtte Denikin opgive hele Don-området. Den 7. januar 1920 erobrede bolsjevikkerne Rostov, hovedsædet i kosakkernes område.
Den tredje og sidste etape af krigen på sydfronten var bolsjevikkernes belejring af den Hvide Hærs styrker. De hvide forskansede sig på Krim og holdt stand til Den røde Hær efter afslutningen på Den polsk-sovjetiske krig vendte tilbage fra Polen. Den forenede Røde Hær overgik langt Den hvide Hær, der snart blev besejret. De sidste styrker fra den Hvide Hær flygtede over hals og hoved til Konstantinopel i november 1920.

### Nordvesthæren
Juni 1919 udnævnte Aleksandr Koltjak den tidligere general i den zarrussiske hær Nikolaj Judenitj til leder over alle russiske hærenheder, der kæmpede mod det bolsjevikiske styre på nordvestfronten (nogen "hvid" vestfront fandtes ikke – dette område var helt under de nationalistisk sindede polakkers kontrol). Fra sin landflygtighed i Frankrig rejser Judenitj til Tallinn for at overtage ledelsen af Nordvesthæren. Den giver ham et fortvivlende indtryk. Den 6. juli 1919 rejser han til Helsinki for der at mødes med lederen af den sejrrige nationale finske hær Carl Gustaf Mannerheim. Under en sammenkomst, der varer til 12. juli, aftales en fælles offensiv mod Petrograd. Alt er klar til offensiven, da der den 25. juli 1919 blev afholdt præsidentvalg i Finland. Valget vindes af Kaarlo Juho Stålberg, der er modstander af Finlands deltagelse i offensiven; fællesaktionen må afblæses. Medvirkende hertil er også, at Koltjak nægter at anerkende Finlands selvstændighed.
Allerede den 26. juli var Judenitj tilbage i Tallinn, parat til at indlede offensiven uden finsk medvirken. Han stilledes dog straks over for forsyningsproblemer og bad om hjælp fra De Allierede. Englænderne gav ham hjælpen, men stillede som betingelse, at Republikken Estland skulle anerkendes som selvstændig stat; aftalen var, at Estland til gengæld deltager på Nordvesthærens side. En anerkendelse kom ikke i stand. Judenitj stilles samtidig over for nye problemer: polkovnik Pavel Bermondt-Avalov (der sammen med Rüdiger von der Goltz havde ledet marodørkorpset i Letland) og polkovnik Vjurgolits nægtede at møde frem. Det var en amputeret Nordvesthær, der indledte offensiven.
Offensiven indledtes natten til den 10. oktober 1919 og skred langsomt, men sikkert frem. Den 17. oktober var Ingermanland erobret, og Nordvesthæren befandt sig 45 km uden for Petrograd. Bolsjevikkerne overvejede at opgive forsvaret af byen.[kilde mangler] Imidlertid overtog Lev Trotskij forsvaret af Petrograd; nye enheder fra Den røde Hær sendtes til den truede front og nåede frem den 22. oktober. Samme dag sendte Judenitj et telegram til De Allierede om at formå finnerne til at træde ind i krigen, men finnerne var afventende. Den 21. oktober indledte Den røde Hær en modoffensiv og med det nye tilskud af friske troppeenheder, skiftede vægten til fordel for bolsjevikkerne. Den 3. november gav Judenitj ordre til retræte. Snart nåede de atter den estiske forsvarskæde, men esterne nægtede at lade dem overskride den, uden at de afleverede våbnene. Den 5. december erklæredes Nordvesthærens virksomhed afsluttet, den 6. december 1919 retireredes over Narva-floden, og den 22. januar 1920 gav Judenitj ordre til demobilisering af hæren; Nordvesthæren ophørte at eksistere.

### Sibirien
I Sibirien dannedes ligeledes hærenheder vendt imod det bolsjevikiske styre. I foråret 1918 dannedes her under ledelse af admiral Aleksandr Vasiljevitj Koltjak en undergrundsbevægelse af tidligere hærofficerer og højreorienterede socialistiske styrker. Tilsammen dannede de en front i samarbejde med Den Tjekkoslovakiske Legion. Den Tjekkoslovakiske Legion havde været en del af den tidligere russiske hær og talte i oktober 1917 mere end 30.000 mand, de fleste tidligere krigsfanger og desertører fra den østrig-ungarske hær. Legionen gjorde oprør i juni 1918, efter at en aftale med russerne om passage gennem Vladivostok faldt fra hinanden. Inden for en måned vandt legionen kontrollen med store dele af det vestlige Sibirien. To måneder senere havde de taget kontrollen med forsyningsvejene og dermed afskåret Rusland fra de vigtige krom-forsyninger fra Sibirien.
Bolsjevikkerne måtte også kæmpe mod en række nye regimer i det russiske fjernøsten, dannet af konservative grupper, der ønskede at bekæmpe bolsjevikkernes revolution. I september 1918 blev disse selvbestaltede regimer enige om at danne en ny provisorisk regering i Omsk, hvor også den ligeledes anti-bolsjevikiske, sibiriske regionale regering havde hjemme.

## Ententens intervention i den russiske borgerkrig
Antallet af allierede soldater, der var til stede i de angivne regioner i Rusland:
- 600 franske og britiske soldater gik i land i Arkhangelsk[2]
- Et antal britiske soldater i Vladivostok.
- Et antal rumænske soldater i Bessarabien.
- 23.351 Grækere[3]
- 13.000 amerikanere (i Arkhangelsk og Vladivostok området)[4][5]
- 11.500 Estere i det nordvestlige Rusland[6]
- 2.500 italienere (i Arkhangelsk området og Sibirien)[7]
- 2.300 kinesere (i Vladivostok området)[8]
- 150 australiere (hovedsageligt i Arkhangelsk området)[kilde mangler]
- 70.000 japanere i de østlige områder.[9]

## Udfald
Til slut viste det sig dog, at hverken de røde eller de hvide kunne vinde i hele det gamle russiske imperium. De røde vandt borgerkrigen i det meste af selve Rusland, mens de tre baltiske lande fx opnåede uafhængighed. De hvide fortsatte en vis partisanvirksomhed i Rusland, men i de nye selvstændige områder var støtten til de hvide ganske forsvindende, da de nye nationalstater efterhånden opnåede gensidige anerkendelsesaftaler med den nye sovjetiske regering i Rusland.
En af de mest kendte militære ledere af De Hvide Styrker var tyskbalteren, Generalmajor i Kejserlige russiske hær Baron Pjotr Nikolaevitj Wrangel.